# Nicolas Beaucaire
 (13 août 2025).
Le texte peut changer fréquemment, n’est peut-être pas à jour et peut manquer de recul. N’hésitez pas à participer, en veillant à citer vos sources.
Pour les articles homonymes, voir Beaucaire.
Nicolas Beaucaire est un acteur suisse, né le 22 septembre 1972 à La Chaux-de-Fonds (Suisse) et mort le 13 août 2025.

## Biographie

### Jeunesse et formations
Nicolas Beaucaire naît le 22 septembre 1972 et grandit à La Chaux-de-Fonds en Suisse.
Dès le collège, il découvre le théâtre, mais se passionne également pour la danse et prend des cours de claquettes, de danse classique, de danse de salon et de modern jazz.
À 20 ans, il part pour New York et intègre le Broadway Dance Center (en),, une école de comédie musicale. Parallèlement, il travaille avec la compagnie de claquettes Manhattan Tap, dirigée par Heather Cornell.
En 1994, il s'installe à Paris et intègre le Cours Simon qu'il suit pendant 3 ans. En 1997, il obtient le premier prix « René Simon »,.

### Carrière
De 1998 à 1999, Nicolas Beaucaire poursuit sa formation au Studio Pygmalion,. Depuis, il travaille régulièrement au théâtre, au cinéma, à la télévision et en doublage.
De 2012 à 2015, il incarne le Père Valery dans la série multi-récompensée Ainsi soient-ils réalisée par Rodolphe Tissot. Toujours en 2012, il joue dans le long métrage Les Saveurs du palais de Christian Vincent et dans Le Capital de Costa-Gavras.
En 2013, il joue dans le film Les Gamins d'Anthony Marciano.
En 2014, il est dans le film Samba d'Éric Toledano et Olivier Nakache, puis dans Qu'est-ce qu'on a fait au Bon Dieu ? de Philippe de Chauveron.
En 2016, il joue dans la mini-série Tutankhamun réalisée par Peter Webber, aux côtés de Max Irons et Sam Neill,.
En 2019, il incarne le cardinal de Richelieu dans la fiction documentaire La Guerre des trônes, la véritable histoire de l'Europe réalisée par Vanessa Pontet et Alain Brunard. 
En 2022, il est à l'affiche du téléfilm Deux Femmes réalisé par Isabelle Doval,. Le téléfilm remporte trois prix lors du festival de la fiction de Luchon 2022 et le prix de la « Médaille d'argent » au New York Festival TV and Film Awards.
Actif dans le doublage, il est la voix française de Michael Grant Terry dans plusieurs séries télévisées, notamment dans Bones, mais il prête également sa voix dans plusieurs films et séries d'animation japonaise.

### Mort
Hospitalisé pour une grave dépression, il met fin à ses jours le 13 août 2025, à l'âge de 52 ans,.

## Théâtre
Note : Les informations mentionnées proviennent du site Théâtre Online.
- 1992 : Demain, pourquoi pas ?
- 1992 : Clin d'œil de S. Aubin et E. Le Canu
- 1998 : Anatol d'Arthur Schnitzler, mise en scène par Nicolas Beaucaire, Festival d'Avignon Off
- 1998 : Peaux d'âne, mise en scène par Catherine Brieux
- 1998 : Grenier numéro 5 de et mise en scène par V. Montag
- 1999 : En passant par Pagnol d'après Marcel Pagnol, mise en scène par Isabelle Legueurlier
- 1999 : Didjeridu, le rêve aborigène de Philippe Perris, mise en scène par Mathieu Balvet
- 1999 : Les Fourberies de Scapin de Molière, mise en scène par Yves Le Guillochet
- 2000 : Il est important d'être aimable d'après Oscar Wilde, mise en scène par Ivola Pounembetti et Astrid de Couvois
- 2002 : Comédie sur un quai de gare de Samuel Benchetrit, mise en scène par Vanessa Antoine
- 2003-2005 : Le Premier d'Israël Horovitz, mise en scène par Bruno Ladet
- 2004 : Le Songe d'une nuit d'été de William Shakespeare, mise en scène par Sophie Lorotte
- 2007 : Avec les compliments d'Arsène Lupin de Patrick Martinez-Bournat et Maurice Leblanc, mise en scène par Ned Grujic
- 2009 : Sa Majesté des mouches de William Golding, mise en scène par Ned Grujic
- 2012-2013 : Le Chat botté, mise en scène par Ned Grujic
- 2018 : Chagrin pour soi de Sophie Forte et Virginie Lemoine, mise en scène par Virginie Lemoine, théâtre La Bruyère
- 2021 : Les Vivants et les Morts de Gérard Mordillat (théâtre musical), mise en scène par l'auteur d'après son roman et la mini-série du même nom[18], théâtre de l'Espace Philippe-Auguste

## Filmographie
Note : Les informations mentionnées proviennent du site IMDb, Cinemotions, Sens Critique et Commeaucinema.

### Cinéma

#### Longs métrages
- 2008 : Nés en 68 d'Olivier Ducastel et Jacques Martineau : le proviseur
- 2009 : Micmacs à tire-larigot de Jean-Pierre Jeunet : un journaliste
- 2010 : La Femme du Vème de Paweł Pawlikowski : le passant
- 2012 : Les Saveurs du palais de Christian Vincent : le docteur Kramer
- 2012 : Le Capital de Costa-Gavras : Christophe
- 2013 : Les Profs de Pierre-François Martin-Laval : Monsieur Blondeau
- 2013 : Les Gamins d'Anthony Marciano : Nico, l'exposant en vins
- 2014 : Qu'est-ce qu'on a fait au Bon Dieu ? de Philippe de Chauveron : le médecin de Chinon
- 2014 : Samba d'Éric Toledano et Olivier Nakache : le gendarme dans la cuisine de la Garde Républicaine
- 2015 : Je suis à vous tout de suite de Baya Kasmi : Dr Girard
- 2016 : Éperdument de Pierre Godeau : le juge d'instruction
- 2016 : Five d'Igor Gotesman : le policier coloc
- 2016 : Elle de Paul Verhoeven[4] : l'agent immobilier
- 2019 : Made in China de Julien Abraham : le médecin[10]

#### Courts métrages
- date inconnue : Fiction de Sébastien Fabioux
- 2000 : Un vilain petit cafard de Richard Sidi
- 2001 : Contretemps de Nicolas Golovanov
- 2004 : La Vie d'en face de Pierre Tanguy
- 2005 : Si tu m'aimes de Pierre Tanguy
- 2006 : Idée noire de Pauline Boccara
- 2006 : Emportés par la foule de Dominique Cabrera
- 2007 : Promesses de Christophe Averlan
- 2008 : Chaises musicales de Mehdi Charef
- 2010 : Après tout ça de Christophe Averlan - également scénariste[10]
- 2016 : C'est pour les grands de Clara Quilichini : le père de Tom
- 2016 : Safari Fortier de Philippe Beheydt
- 2017 : Jamais je ne pourrai t'oublier de Philippe Beheydt : Marc - également producteur[10]

### Télévision

#### Téléfilms
- date inconnue : Sous les arbres de Stéphane Pirot
- 1999 : Julien l'apprenti de Jacques Otmezguine : Soldat
- 2000 : Roule routier de Marion Sarraut : Rémy
- 2000 : Le Dernier Sommeil de Martial Lemarchand
- 2011 : Jeanne Devère de Marcel Bluwal : le journaliste
- 2011 : Dame de pique de Philippe Venault : le médecin
- 2012 : Clara s'en va mourir de Virginie Wagon : le financier
- 2022 : Deux femmes d'Isabelle Doval : Pierre Chevreau

#### Séries télévisées
- 1999 : H d'Édouard Molinaro : un infirmier
- 2002 : Le Grand Patron de Stéphane Kappes : Cornic (saison 1, épisode 4 : La Loi du sang)
- 2008 : À droite toute de Marcel Bluwal : Pierre Dalayrac (mini-série)
- 2008 : Plus belle la vie d'Emmanuelle Dubergey : Aurélien Duplessis (5 épisodes)
- 2009 / 2013 : Une famille formidable de Joël Santoni : l'interne psy (saison 8, épisode 1 : Le Grand Virage) / Roland, le moniteur d'équitation (saison 10, épisode 1 : Le Retour de l'enfant prodigue)
- 2010 : Famille d'accueil de Bertrand Arthuys : M. Martin (saison 8, épisode 5 : L'Autre Peine)
- 2010 : RIS police scientifique de Vincent Giovanni : l'invité mécontent (saison 5, épisode 12 : Noces de sang)
- 2012-2015 : Ainsi soient-ils de Rodolphe Tissot : père Valéry (23 épisodes)
- 2012 : Engrenages de Jean-Marc Brondolo : Bréa (saison 4, épisode 2)
- 2013 : Julie Lescaut de René Manzor : l'agent de l'IGS (saison 23, épisode 3 : L'Ami perdu)
- 2013 : Détectives de Lorenzo Gabrielle : François (saison 1, épisode 8 : Avis de coup de vent)
- 2013 : Les Limiers d'Alain DesRochers : Pierre Thomert (saison 1, épisode 1 : D520)
- 2014 : Made in Groland de Nath Dumont : le dédiabolisateur (émission télévisée humoristique)
- 2014 : France Kbek de Jonathan Cohen et Jérémie Galan (1 épisode)
- 2014 : Interventions d'Éric Summer : M. Vannier (saison 1, épisode 6)
- 2014 : Section de recherches de Didier Delaître : Marc Rosière (saison 9, épisode Ultime recours)
- 2016 : Tutankhamun (en) : Pierre Lacau (mini-série, 2 épisodes - en attente de sortie en France)
- 2017 : Dix pour cent : le gendarme (saison 2, épisode 3)
- 2018 : Flexus 64 : Martin (5 épisodes)
- 2019 : La Guerre des trônes, la véritable histoire de l'Europe : le cardinal Richelieu (saison 3, épisode 6)
- 2020 : Candice Renoir : Serge Hoarau[10] (saison 8, épisode 3)
- 2023 : Bardot de Christopher et Danièle Thompson : Jean Cau (mini-série, épisode 4)
- 2023 : Master Crimes : Alain Trajan (mini-série, épisode 5)

#### Publicités
- 2014-2018 : EDF : le conseiller EDF / Michel[22]

## Doublage
Note : Les informations mentionnées proviennent du site RS Doublage, Doublage Séries Database, Anime News Network et Planète Jeunesse.

### Cinéma

#### Films
- 2011 : Vampire University : Fred Green (Maclain Nelson)
- 2011 : Far Away : Les Soldats de l'espoir : Kwang-Chun (Tae-kyung Oh)
- 2012 : The Samaritan : Jake (Aaron Poole)
- 2017 : Traquées : Michael Patrice (Michael Terry)
- 2020 : Most Dangerous Game (en) : Nixon (Chris Webster)
- 2023 : Godzilla Minus One : voix additionnelles

#### Films d'animation
- 2003[n 1] : Pokémon : Jirachi, le génie des vœux : Sacha
- 2005 : Max et Compagnie : Cet été-là : Maxime « Max » (Kyosuke Kasuga)
- 2005 : Tsubasa Chronicle : Le Film : Shaolan
- 2005 : xxxHolic : Le Songe d'une nuit d'été : Shaolan
- 2007 : Blanche-Neige, la suite : voix additionnelles
- 2008 : Hokuto no Ken 1 : L'Ère de Raoh : Bart[n 2]
- 2009 : Bleach: Memories of Nobody : Renji Abarai[n 3]
- 2010 : Hokuto no Ken 2 : L'Héritier du Hokuto : Bart[n 2]
- 2010 : Bleach: The Diamond Dust Rebellion : Renji Abarai[n 3]
- 2011 : Bleach: Fade to Black : Renji Abarai[n 3]
- 2011 : Colorful : Saotome
- 2012 : Bleach: Hell Verse : Renji Abarai[n 3]
- 2013 : Sengoku Basara: The Last Party : Chosokabe Motochika
- 2016 : Space Dogs: Adventure to the Moon : Kesha
- 2017 : Kuroko's Basket: Last Game (en) : Seijuro Akashi
- 2023 : Seven Deadly Sins, le film : Grudge of Edinburgh - Partie 2 (en) : voix additionnelles

### Télévision

#### Téléfilms
- 2009 : Dark Evil : Jason (Edward Spivak)
- 2010 : Le Pacte des non-dits : Aaron (Jesse Moss)
- 2013 : Tempête solaire : Au péril de la Terre : l'officier Tim Davis (Spiro Malandrakis)
- 2014 : Warren Jeffs : Le Gourou polygame : Allen Steed (Will Buchanan)
- 2014 : Cookie Connection : l'agent Wilcott (Michael Terry)
- 2015 : Un merveilleux cadeau pour Noël : Alex (Daniel Booko)
- 2017 : Le Bal des sorcières : Wisdom Witch (Kevin Morris)
- 2019 : Noël au palace : Kenny Kwan (Nelson Wong)
- 2022 : Royalteen : Ove (Christian Ruud Kallum)
- 2022 : Le Nounou de Noël : Peter DeVito (Matty Finochio)
- 2022 : Le Secret de mon Père Noël : Jackson Shepard (Ryan Rottman)

#### Séries télévisées
- Michael Terry dans : 
  - Bones (2008-2017) : Wendell Bray[27] (42 épisodes)
  - Les Experts (2011) : Ryan Thomas[n 4] (saison 12, épisode 3)
  - The Defenders (2012) : Jeff Howard[n 4] (saison 1, épisode 3)
  - Castle (2012) : Jordan Norris[n 4] (saison 4, épisode 12)
  - Grimm (2013) : Ryan Smulson[28] (4 épisodes)
  - NCIS : Enquêtes spéciales (2013) : soldat Teddy Lemere[n 4] (saison 10, épisode 18)
  - NCIS : Nouvelle-Orléans (2015) : Toby Fontaine[n 4] (saison 2, épisode 9)
- Jesse Hutch dans :
  - Arrow (2014) : l'officier Daily[29] (6 épisodes, saison 2)
  - Almost Human (2014) : Jake Bellman (saison 1, épisode 12)
  - Motive (2015) : Blair Morton (saison 3, épisode 5)
- Daniel Roesner dans :
  - Le Destin de Lisa (2006) : Luis Rothenburg[n 4]
  - Le Destin de Bruno (2007) : Luis Rothenburg[30]
- Jeremiah Bitsui dans :
  - Breaking Bad (2009-2011) : Victor[31] (8 épisodes)
  - Better Call Saul (2017) : Victor (1re voix, 5 épisodes)
- Matthew Kevin Anderson dans :
  - Les Voyageurs du temps (2016-2017) : D13 / Derek (4 épisodes)
  - Supernatural (2017) : Grab (saison 13, épisode 8)
- Paul Higgins dans :
  - Line of Duty (2017) : Derek Hilton (2e voix, saison 4)
  - Harry Palmer : The Ipcress File (2022) : le ministre Douglas Campbell (mini-série)
- 2007 : Malcolm : A. J. (Jeff Braine) et Robbie (Josh Gundling Williamson) (saison 7, épisode 21)
- 2008-2009 : Being Human : La Confrérie de l'étrange : Seth (Dylan Brown) (6 épisodes)
- 2009 / 2013 : Leverage : M. Quinn (Clayne Crawford) (saison 1, épisode 12 / saison 4, épisode 18)
- 2009-2011 : Stargate Universe : le soldat Darren Becker (Jeffrey Bowyer-Chapman[32]) (19 épisodes)
- 2010 : FBI : Duo très spécial : Brad (Justin Grace) (saison 1, épisode 8)
- 2011 : Terriers : Swift (Alex Fernie[33]) (4 épisodes)
- 2011 : The Hour : Adam Le Ray (Andrew Scott) (2 épisodes)
- 2011 : Heartland : Grant (Greg Calderone) (2 épisodes) et l'officier Murphy (David MacInnis) (2 épisodes)
- 2011 : US Marshals : Protection de témoins : Craig (J. B. Tuttle) (saison 4, épisode 10)
- 2011-2017 : New Girl : Nick Miller (Jake Johnson[34]) (138 épisodes)
- 2012 : Grimm : Doug (Rich Morris) (saison 1, épisode 3)
- 2012 et 2017 : Elementary : Brendan O'Brien (Cameron Scoggins) (saison 1, épisode 9), Dario Canales (Tony Roach) (saison 5, épisode 13) et O. G. Pwnzr (Bobby Moreno) (saison 5, épisode 14)
- 2013 : Leverage : un civil (Kyle Vahan) (saison 4, épisode 17)
- 2013 : The Client List : Julien (Eric Monjoin) (saison 2, épisode 15)
- 2013 : Covert Affairs : Tarel Birkin (Omar Joseph Hady) (saison 4, épisode 5)
- 2013 : Royal Pains : Todd Stiles (Michael Roark) (saison 5, épisode 6)
- 2014 : NCIS : Enquêtes spéciales : le lieutenant Kit Jones (Donny Boaz) (saison 11, épisode 20)
- 2014 : Major Crimes : Thad Cass (Adam Hagenbuch) (saison 3, épisode 6)
- 2015 : 12 Monkeys : Ivan (Joshua Close) (saison 1, épisode 5)
- 2015 : Bloodline : Nicholas Widmark (Jeremy Palko[35]) (5 épisodes)
- 2015 : Les Enquêtes de Murdoch : M. Collins (Jason Jazrawy) (saison 9, épisode 7)
- 2015 : Humans : Greg (Tom Brittney) (saison 1, épisode 3)
- 2015 : Graceland : Paulo Calvacanti (Jordi Vilasuso) (2 épisodes)
- 2016 : The Big Bang Theory : Trevor (Blake Anderson) (saison 9, épisode 23)
- 2016 : Devious Maids : Derek (Edward Hong) (2 épisodes)
- 2016 et 2017 : Line of Duty : Rod (Will Mellor) (2 épisodes) et Derek Hilton (Paul Higgins) (2e voix, 6 épisodes)
- 2016 : NCIS : Nouvelle-Orléans : Harrison Payne (Ned Yousef) (saison 3, épisode 9)
- 2016 : Conviction : Josh Flek (Sean Kleier) (saison 1, épisode 8)
- 2017 : Maigret : Pietr (Ivan Fenyo) (saison 1, épisode 2 : Maigret et son mort)
- 2017 : Squadra criminale : Fabrizio Esposito (Raimondo Livolsi) (saison 2, épisode 10)
- 2017 : Inspecteur Barnaby : Perry Tressel (Tom Price) (saison 19, épisode 4)
- 2017 : The Last Kingdom : le père Hrothweard (Richard Rankin) (2 épisodes)
- 2017 : Very Bad Nanny : Teddy (Dave Annable) (saison 1, épisode 6)
- 2017 : Chesapeake Shores : Kyle Hadden (Ash Lee) (saison 2, épisode 1)
- 2017 : The Mindy Project : Dr Clarence Choi (Christopher Chen) (saison 6, épisode 10)
- 2017 : Dice : Richard (Andrew Daly) (2 épisodes)
- 2018 : The Good Place : Gatorbait (Whitmer Thomas) (saison 3, épisode 1)
- 2018 : Les Enquêtes de Morse : Dr Rex Laidlaw (Dominic Thorburn) (saison 5, épisode 4)
- 2018-2019 : La Folle Aventure des Durrell : le commissaire (Kostas Krommydas) (3 épisodes)
- 2019 : Coroner : Seth Fuller (Ian Lake) (saison 1, épisode 6)
- 2019 : Proven Innocent (en) : Gerald Warren (Patrick Mulvey) (saison 1, épisode 12)
- 2019 : Absentia : le technicien médical (Griffin Stevens) (saison 2, épisode 9)
- 2019 : Dublin Murders (en) : Shane Waters (James Browne) (4 épisodes)
- 2019-2020 : Alta Mar : Dimas Gómez (Ignacio Montes (es)) (22 épisodes)
- 2020 : Most Dangerous Game (en) : Nixon (Chris Webster) (9 épisodes)
- 2020 : The Sounds (en) : Brendan (Emmett Skilton) (mini-série, 3 épisodes)
- 2021 : The Mire (en) : Jacek Dobrowolski (Marcin Bosak) (3 épisodes)
- 2021 : Chicago Med : Brian Norris (Wesley Truman Daniel) (saison 6, épisode 10)
- 2023 : Les Rois de Bombay (en) : ? (?)
- 2023 : Dolores Roach (en) : Bryan Fuller (Bryan Fuller)
- 2024 : Supersex : ? (?)
- 2024 : Parasyte: The Grey : ? (?)
- 2025 : Reacher : ? (?) (saison 3)

#### Séries d'animation
- 1999[n 5] : One Piece : Killer (2e doublage)
- 2004 : Les Douze Royaumes : Ikuya Asano
- 2005-2006 : Tsubasa Reservoir Chronicle : Shaolan
- 2005 : Angelic Layer : Kôtarô Kobayashi et Ôjiro
- 2006 : Beck : Yukio « Koyuki » Tanaka
- 2006 : Nana : Shōji Endō
- 2004-2012[n 6] : Bleach : Renji Abarai[n 3], Keigo Asano, Kira Izuru et Pesche Guatiche
- 2007 : Mikido : Judicael et Tony
- 2007 : Berserk : Judeau
- 2007 : Darker than Black : November 11 et Wei Zhijun + Eelis Kastinen (épisodes 13 et 14)
- 2007 : Elemental Gerad : Grayarts
- 2007 : Devil May Cry : Tim
- 2007[n 7] : Zombie Loan : Shito Tachibana
- 2008 : Code Geass (saison 2 ou R2) : Rolo Lamperouge et Gino Weinberg
- 2008 : Tsubasa Reservoir Chronicle : Shaolan
- 2009 : Lou ! : Tristan
- 2009 : Blue Dragon : Jiro
- 2009 : Nabari : Kazuhiko Yukimi et Sôrô Katô
- 2009-2010 : Fullmetal Alchemist: Brotherhood : Envy, Denny Broch, Yoki
- 2009[n 8] : Youth Litterature : Horiki (épisodes 1 à 4 : La Déchéance d'un homme) et Kandata (épisode 11 : Le Fil de l'araignée)
- 2010-2013 : Bakuman. : Eiji Niizuma
- 2011-2014 : Hunter × Hunter : Rippo[36]
- 2012-2015 : Kuroko's Basket : Seijūrō Akashi et Satoshi Tsuchida
- 2013 : Victory Kickoff!! : Ginji
- 2022 : Kotaro en solo : Tamamori
- 2022 : Bad Exorcist : voix additionnelles
- 2022 : Hamster et Gretel : le technicien et le clown énervé
- 2022-2024 : Bleach: Thousand-Year Blood War : Renji Abarai, Pesche Guatiche, Keigo Asano et Izuru Kira (parties 1 à 3)
- 2023 : My Daemon (en) : Inou et Kishi
- 2023 : Four Knights of the Apocalypse : Ordo
- 2024 : Gundam: Requiem pour une vengeance (en) : Kale
- 2024 : Code Geass: Rozé of the Recapture (en) : Gino Weinberg

#### OAV
- 2005 : Le Portrait de Petit Cossette : Eiri Kurahashi (série de 3 OAV)
- 2007 : Interlude : le Héros (série de 3 OAV)
- 2007-2008[n 7] : Tsubasa Tokyo Révélations : Shaolan (série de 3 OAV)
- 2009 : Tsubasa Shunraiki : Shaolan (2 OAV)
- 2009[n 8] : xxxHolic : Shunmuki : Shaolan (2 OAV)
- 2010 : Hokuto no Ken, OAV 2 : La Légende de Toki : Bart[n 2]
- 2012-2016 : Code Geass Gaiden: Akito the Exiled : Rolo (série de 5 OAV)

### Jeux vidéo
- 2007 : Blue Dragon : Jiro
- 2013 : The Elder Scrolls Online : voix additionnelles
- 2016 : Final Fantasy XV : voix additionnelles
- 2017 : Lego Marvel Super Heroes 2 : voix additionnelles
- 2021 : League of Legends : Viego, le roi déchu
- 2021 : Ruined King: A League of Legends Story : Viego, le roi déchu
- 2023 : Final Fantasy XVI : voix additionnelles
- 2024 : Final Fantasy VII Rebirth : voix additionnelles